# Liste d'insectes xylophages

## En Europe

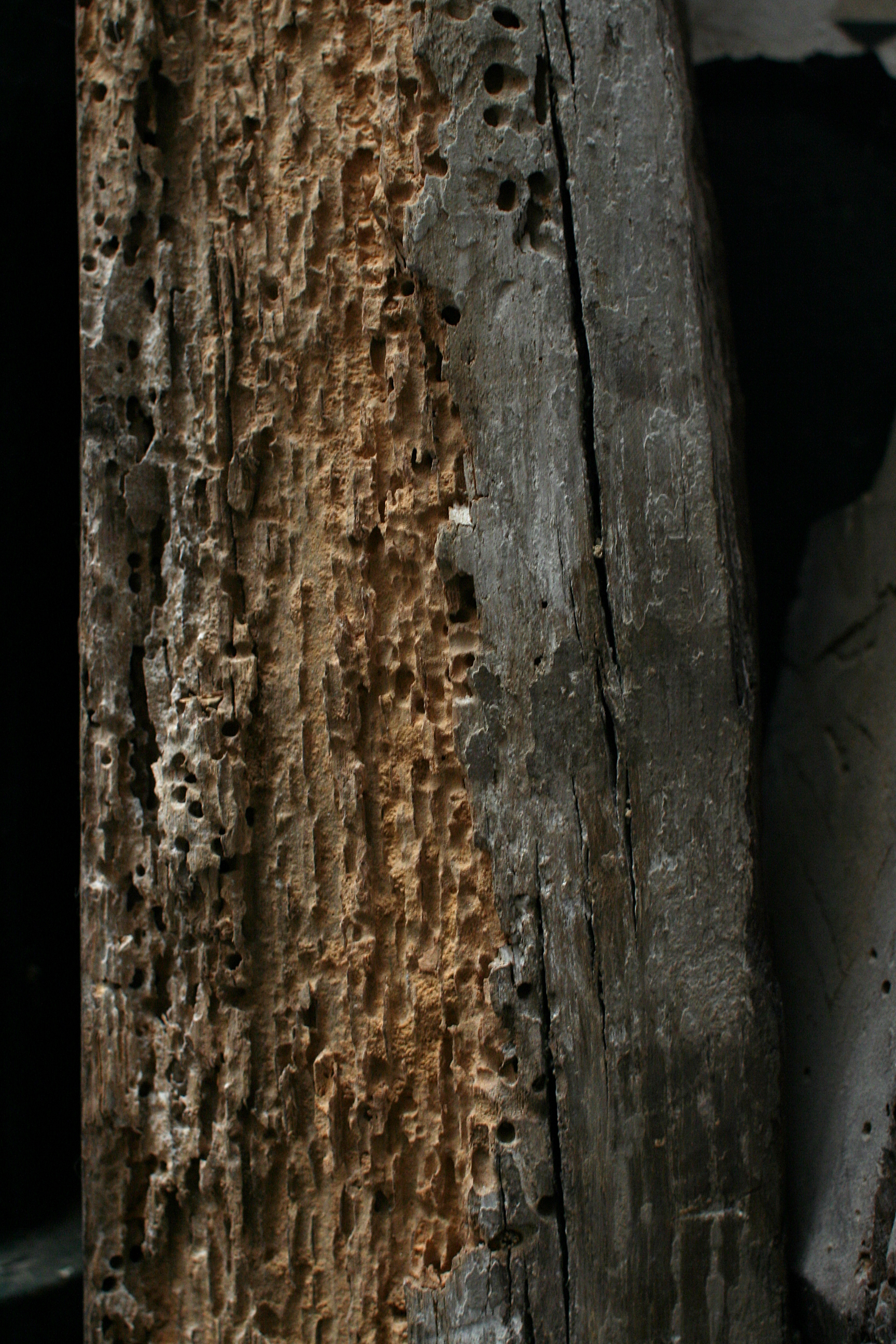
Solive de bois de chêne attaquée par la grosse vrillette (Xestobium rufovillosum).

- Tous les coléoptères de la famille des Curculionidae, notamment :
  - Bostryche typographe (Ips typographus)
  - Bostryche capucin (Bostrychus capucinus)
  - Scolyte rugueux, petit scolyte des arbres fruitiers, (Ruguloscolytus rugulosus)
  - Scolyte de l'amandier (Ruguloscolytus amygdali)

- Tous les coléoptères de la famille des Cerambycidae, et notamment :
  - Capricorne des maisons (Hylotrupes bajulus)
  - Capricorne du chêne (Cerambyx cerdo)
  - Capricorne du noisetier (Oberea linearis)
  - Capricorne asiatique (Anoplophora glabripennis), espèce exotique envahissante
  - Capricorne asiatique des agrumes (Anoplophora chinensis), espèce exotique envahissante

- Tous les coléoptère de la sous-famille des Lucaninae, notamment Lucanus cervus et Dorcus parallelipipedus

- Les abeilles charpentières (Xylocopa)
- Charançons du bois (Curculionidae)
- Cossus gâte-bois (Cossus cossus)
- Certaines fourmis
- Grosse vrillette (Xestobium rufovillosum)
- Lyctus (Lyctus brunneus, Lyctus linearis)
- Petite vrillette (Anobium punctatum)
- Sirex commun ou bouvillon (Sirex juvencus) (Siricidae)
- Sirex géant, ou grand sirex, ou guêpe du bois (Urocerus gigas) (Siricidae)
- Termites, fourmis blanches (Reticulitermes lucifigus, Reticulitermes santonensis, Reticulitermes grassei, Reticulitermes banyulensis, Reticulitermes urbis, Reticulitermes balkanensis, Kalotermes flavicollis)
- Vrillette aux antennes pectinées (Ptilinus pectinicornis)
- Vrillette des bibliothèques ou nicobie marron (Nicobium castaneum)
- Vrillette molle (Ernobius mollis)
- Xylébore disparate (Xyleborus dispar)
- Zeuzère du poirier (Zeuzera pyrina)